# Zares

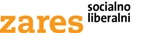
logo

Zares is een Sloveense politieke partij, die aanvankelijk gevormd werd door een zestal uit de LDS uitgetreden fractie-leden. De partij werd op 6 oktober 2007 opgericht en is aangesloten bij de Partij van Europese Liberalen en Democraten (ALDE). Zares nam met drie ministers deel aan de regering Pahor. Bij de verkiezingen in december 2011 haalde de partij de kiesdrempel niet. Na deelname aan het kabinet Pahor (2008-2011) verdween Zares uit het parlement. 
Zares is een progressieve, links-liberale partij die bij oprichting Zares - nova politika (Zares - nieuwe politiek) heette. Sinds 2011 noemt zij zich Zares - socialno liberalni (Zares - sociaal liberaal). Eerste voorzitter was Gregor Golobič (2007-2012). Sinds 2012 is oud-minister Pavel Gantar voorzitter. 